# Covelinhas
Covelinhas é uma povoação portuguesa do Município do Peso da Régua que foi sede da extinta Freguesia de Covelinhas, freguesia que tinha 4,31 km² de área e 222 habitantes (2011), e, por isso, uma densidade populacional de 51,5 hab/km².
A Freguesia de Covelinhas foi extinta (agregada), pela última reorganização administrativa do território das freguesias, de acordo com a Lei nº 11-A/2013 de 28 de Janeiro, tendo o seu território sido agregado ao da Freguesia de Galafura para passar a constituir a União das Freguesias de Galafura e Covelinhas com Sede em Galafura.
Apesar de ser uma aldeia pequena, Covelinhas é uma aldeia bonita, e sem dúvida, um bom local para descansar, pescar e apreciar a natureza. Esta já foi visitada por vários turistas, não só portugueses como também de outras partes do mundo.

## População
| Número de habitantes | Número de habitantes | Número de habitantes | Número de habitantes | Número de habitantes | Número de habitantes | Número de habitantes | Número de habitantes | Número de habitantes | Número de habitantes | Número de habitantes | Número de habitantes | Número de habitantes | Número de habitantes | Número de habitantes |
| -------------------- | -------------------- | -------------------- | -------------------- | -------------------- | -------------------- | -------------------- | -------------------- | -------------------- | -------------------- | -------------------- | -------------------- | -------------------- | -------------------- | -------------------- |
| 1864                 | 1878                 | 1890                 | 1900                 | 1911                 | 1920                 | 1930                 | 1940                 | 1950                 | 1960                 | 1970                 | 1981                 | 1991                 | 2001                 | 2011                 |
| 377                  | 427                  | 335                  | 446                  | 429                  | 425                  | 482                  | 567                  | 546                  | 525                  | 503                  | 455                  | 436                  | 269                  | 222                  |

(Obs.: Número de habitantes "residentes", ou seja, que tinham a residência oficial neste concelho à data em que os censos se realizaram.)

1. ↑  Instituto Nacional de Estatística (Recenseamentos Gerais da População) - https://www.ine.pt/xportal/xmain?xpid=INE&xpgid=ine_publicacoes

- Câmara Municipal de Peso da Régua